# Ettore Giardiniero
Ettore Giardiniero (Lecce, 1º febbraio 1943 – gennaio 1987) è stato un politico italiano.

## Biografia
Nato a Lecce nel 1943, fu un esponente di spicco della Democrazia Cristiana in Puglia e venne eletto più volte consigliere comunale della sua città.
 Nel 1983 fu eletto sindaco di Lecce. Coinvolto in un'inchiesta giudiziaria, rassegnò le dimissioni nell'autunno del 1985. Morì prematuramente nel gennaio 1987 per una grave malattia; in sua memoria, l'11 gennaio fu osservato un minuto di silenzio prima della gara di Serie B tra Lecce e Lazio, poi terminata per 2-0 per i padroni di casa. 
Nel 2002 gli è stato intitolato lo stadio Via del Mare, che lui stesso aveva fatto completamente rinnovare durante il suo mandato da sindaco. La decisione ha suscitato numerose polemiche, soprattutto tra i tifosi, legati alla vecchia denominazione.